# Liane Croon
Liane Croon (* 21. Juni 1927 als Liane Henriette Krohn in Torgelow; † 25. Januar 2000 in Berlin) war eine deutsche Schauspielerin und Operettensoubrette.

## Leben
Nach ihrem Abschluss an der Europaschule Oskar-Picht-Gymnasium Pasewalk absolvierte Liane Croon von 1949 bis 1950 eine Schauspielausbildung an der Hebbeltheaterschule Berlin und zudem ein Gesangsstudium bei W. Keller in Berlin. Es folgten Engagements an einigen Berliner Bühnen, u. a. am Schillertheater, am Schlossparktheater, am Hebbel-Theater, am Renaissance-Theater und an der Tribüne.
Bereits 1950 – vor ihrem Bühnendebüt – gab Liane Croon unter der Regie von Alfred Braun in dessen sozialkritischem Drama Die Treppe ihr Spielfilmdebüt. Es folgten Auftritte in Paul Verhoevens Kriminaldrama Die Schuld des Dr. Homma (mit Werner Hinz in der Titelrolle) und in Robert A. Stemmles Komödie Das ideale Brautpaar. Einem breiten Publikum wurde sie jedoch durch zwei Hauptrollen in Märchenfilmen von Herbert B. Fredersdorf bekannt: Sie spielte 1953 die Prinzessin Rosenmund in Die Prinzessin und der Schweinehirt nach Hans Christian Andersens Der Schweinehirt und 1955 die Müllerstochter Marie in Rumpelstilzchen nach der Vorlage der Brüder Grimm. Anfang der 1960er Jahre stand sie im für mehrere Fernsehfilme erneut vor der Kamera. Danach zog sie sich aus dem Filmgeschäft zurück.
Daneben arbeitete Liane Croon auch umfangreich als Synchronsprecherin und lieh ihre Stimme u. a. Abby Dalton (Asphalt-Hyänen), Rosemary Forsyth (Die Normannen kommen), Dorothy McGuire (zweite deutsche Fassung von Die Wendeltreppe) und der Oscar-Preisträgerin Miyoshi Umeki (Mandelaugen und Lotosblüten).
Außerdem übernahm sie Sprechrollen beim Hörfunk, u. a. als Fräulein Schill in der Hörspielreihe Pension Spreewitz (RIAS 1963) oder als Lenchen Dittrich im Hörspiel Zirkus Renz (RIAS 1967).
Liane Croon war bis zu dessen Tod mit dem Schauspieler und Synchronsprecher Edgar Ott (1929–1994) verheiratet und lebte mit ihm in Berlin. Sie starb im Januar 2000 im Alter von 72 Jahren. Ihre letzte Ruhestätte fand sie neben ihrem Mann auf dem Friedhof der Inselkirche St. Severin in Keitum auf Sylt.

## Filmografie
- 1950: Die Treppe
- 1951: Die Schuld des Dr. Homma
- 1953: Die Prinzessin und der Schweinehirt
- 1954: Das ideale Brautpaar
- 1955: Rumpelstilzchen
- 1961: Wie einst im Mai (Fernsehfilm)
- 1963: Kabarett der Komiker – Es war einmal... (Fernsehfilm)
- 1963: Glückliche Reise (Fernsehfilm)
- 1963: Hunderttausend Taler (Fernsehfilm)
- 1964: Im Tingeltangel tut sich was (Fernsehfilm)
- 1964: Clicquot & Co. (Fernsehfilm)
- 1964: Prairie-Saloon (Fernsehfilm)

## Hörspiele
- 1955: Georg Kaiser: Der Silbersee – Komposition: Kurt Weill, Bearbeitung (Musik): Boris Blacher, Regie: Hans Lietzau (Theatermitschnitt vom Schlossparktheater Berlin – SFB)
- 1956: Jean Anouilh: Schloß im Mond – Regie: Willi Schmidt (Theatermitschnitt – RIAS Berlin)
- 1963: Thierry: Pension Spreewitz (Die Schauspielerin Schill, Folge 129, Erstsendung 2. Februar 1963) (Fräulein Schill) – Regie: Ivo Veit (RIAS Berlin)
- 1963: Thierry: Pension Spreewitz (Fräulein Schills Maskenballbekanntschaft, Folge 130, Erstsendung 16. Februar 1963) (Fräulein Schill) – Regie: Ivo Veit (RIAS Berlin)
- 1967: August Heinrich Kober: Zirkus Renz. Damals war’s – Geschichten aus dem alten Berlin (Lenchen, Tochter von Baumeister Dittrich) (Geschichte Nr. 8 in 20 Folgen) – Regie: Ivo Veit (RIAS Berlin)